# فاردو
فاردو (باللغة النرويجية: Vardø) هي مدينة في أقصى شرق النرويج. وهي المدينة الأوروبية الوحيدة التي تقع داخل نطاق القطب الشمالي. تبلغ مساحة فاردو حوالى 1.15 كيلومتر مربع. فاردو هي أيضا واحدة من أقدم مدن النرويج، ذات تاريخ عريق وغني في تجارة صيد الاسماك، والتجارة الدولية.

## صور

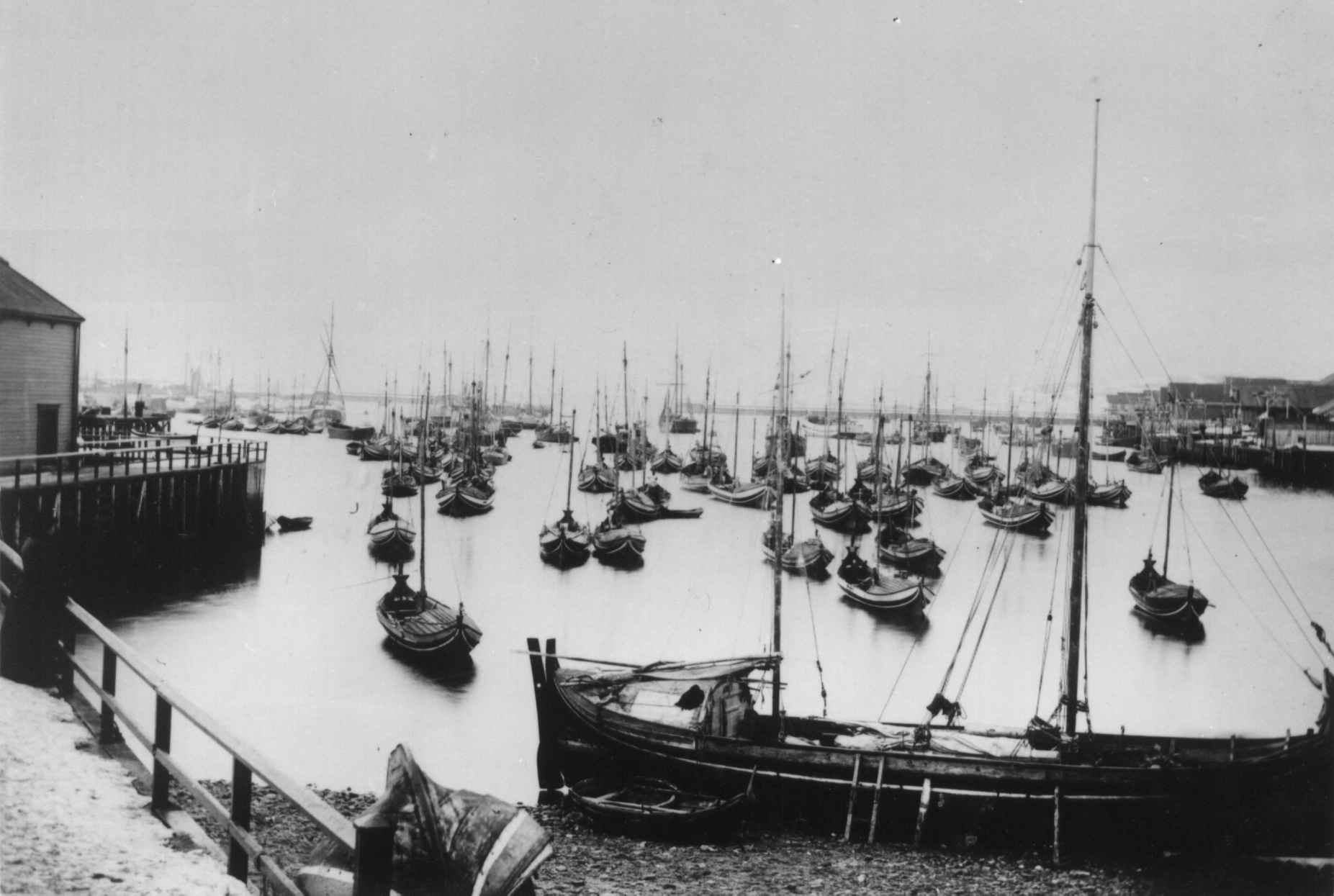
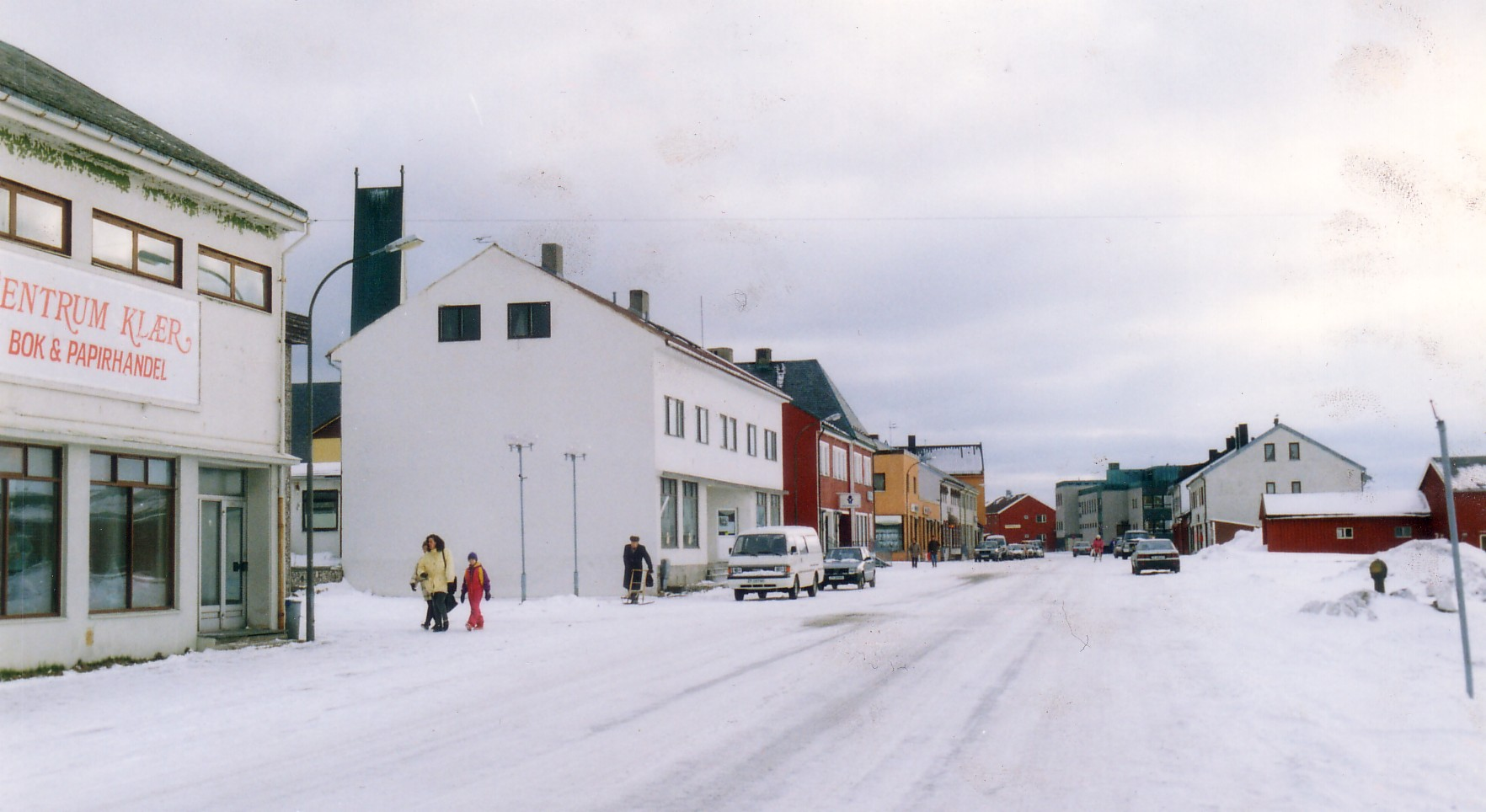
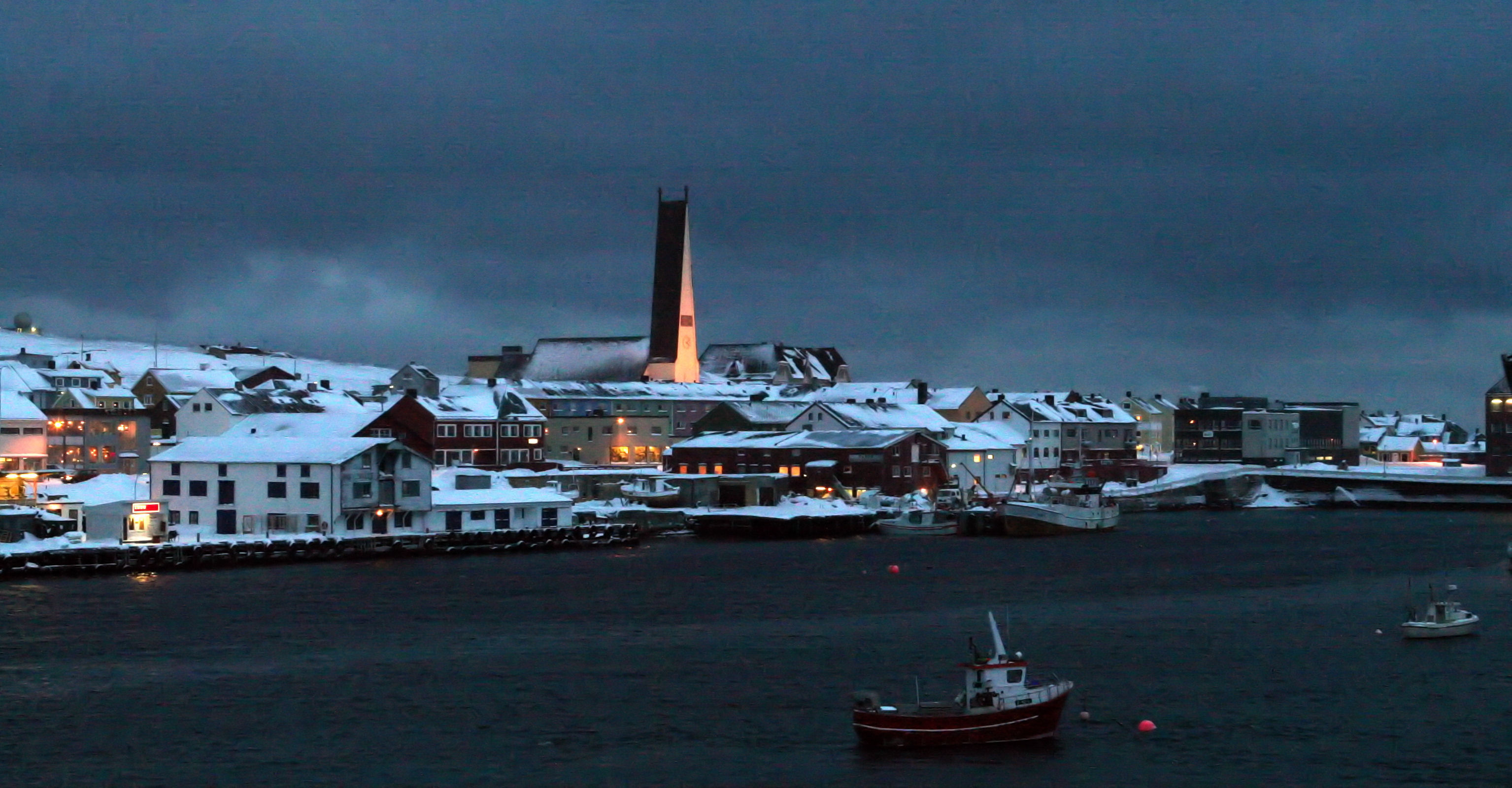
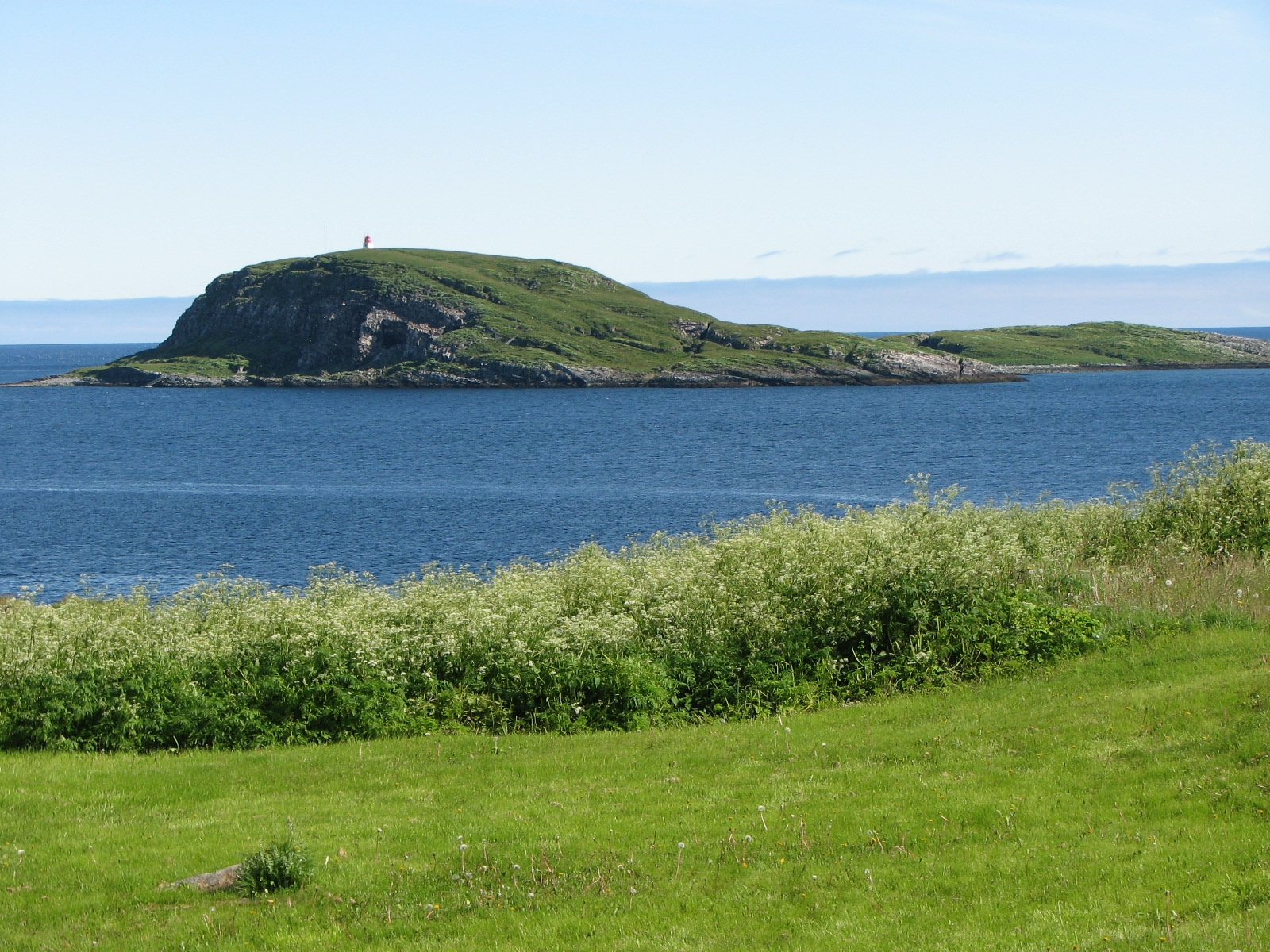
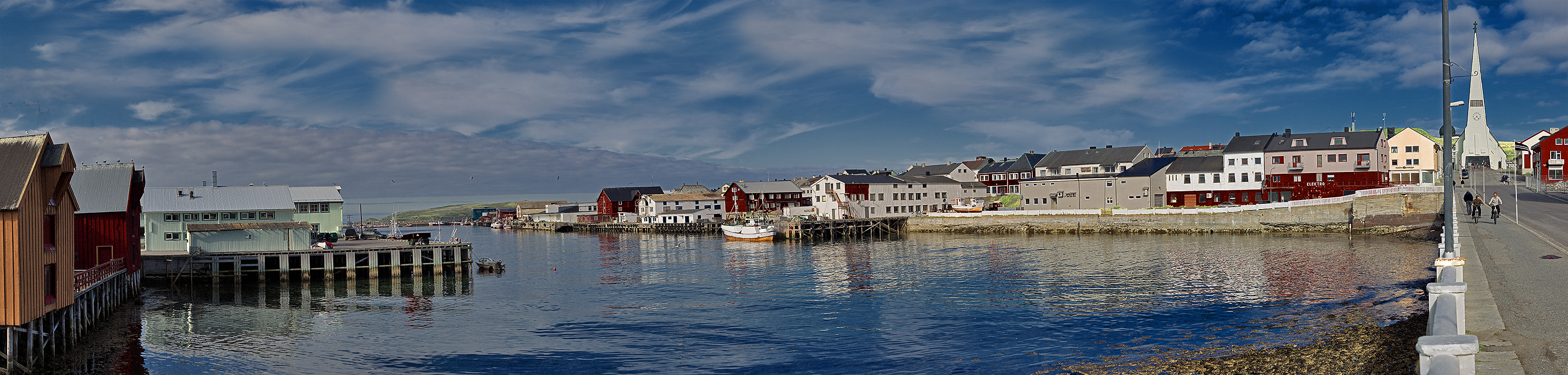

## أعلام
- ستيفان يوهانسن
- أوتو صبا
- بيدير هولت

## وصلات خارجية
- بلدية فاردو (باللغة النرويجية)
- موسوعة النرويج (باللغة النرويجية)